# Park Sportowy im. Marszałka Polski Edwarda Śmigłego-Rydza we Lwowie
Park Sportowy im. Marszałka Polski Edwarda Śmigłego-Rydza – nieistniejący już, wielofunkcyjny stadion we Lwowie (obecnie Ukraina). Został otwarty 1 maja 1913 roku. Mógł pomieścić ok. 10 000 widzów. Swoje spotkania rozgrywali na nim piłkarze klubu Pogoń Lwów, czterokrotni mistrzowie Polski z lat 1922, 1923, 1925 i 1926. Na arenie odbyły się również dwie pierwsze edycje lekkoatletycznych Mistrzostw Polski (w latach 1920 i 1921). W 1938 roku stadionowi nadano imię marszałka Edwarda Śmigłego-Rydza. Obiekt zlikwidowano pod koniec lat 40. XX wieku. Teraz w tym miejscu znajduje się jednostka wojskowa.

## Historia
Dzięki Radzie Miejskiej oraz przychylnej opinii Magistratu, w 1911 roku (założony w roku 1904) klub sportowy Pogoń Lwów otrzymał na gruntach folwarku na Bednarówce, za rogatką stryjską, obok otwartego w 1909 roku Parku Towarzystwa Zabaw Ruchowych na Wulce, miejsce pod budowę własnego boiska piłkarskiego. Do tej pory, od 1908 roku klub wynajmował boisko wewnątrz toru cyklistów. Koszt budowy nowego boiska szacowano początkowo na 10 000 koron. 1000 koron na ten cel przeznaczył Ludwik Kuchar, resztę pieniędzy zbierano poprzez listy składkowe i cegiełki oraz zaciąganie pożyczek. Wybrano również komitet budowy boiska. Teren pod budowę obiektu był nierówny, wobec czego należało go najpierw zniwelować. Prace w dużej mierze wykonywali bezinteresownie członkowie klubu Pogoń. Stadion został uroczyście otwarty 1 maja 1913 roku. Poświęcenia obiektu dokonał ks. biskup Władysław Bandurski, po czym swoje przemowy wygłosili kolejno: założyciel i pierwszy prezes Pogoni, Eugeniusz Piasecki, wiceprezydent miasta Leonard Stahl, delegat Cracovii, Wacław Wojakowski, inż. Gewandter (w imieniu Hasmonei Lwów), Jan Nawrocki (w imieniu Czarnych Lwów), Pawłowski (w imieniu Sparty Lwów) i ks. biskup Bandurski. Po przemówieniach odbył się inauguracyjny mecz piłkarski – sparing pomiędzy Pogonią Lwów i Cracovią, zakończony zwycięstwem gospodarzy 3:1 (nieco ponad rok wcześniej, 31 marca 1912 roku na otwarcie stadionu Cracovii w Krakowie również rozegrano mecz pomiędzy tymi zespołami, wówczas zakończony remisem 2:2). W spotkaniu tym w barwach Pogoni debiutował Wacław Kuchar, najbardziej uzdolniony i wszechstronny sportowiec w historii tego klubu. Uroczystości zwieńczył wieczorny bankiet, wydany w restauracji Zakopane. Początkowo obiekt pozbawiony był bieżni lekkoatletycznej, a lekkoatleci Pogoni korzystali ze stadionu w Parku Towarzystwa Zabaw Ruchowych.
Pogoń Lwów uczestniczyła w Mistrzostwach Galicji zorganizowanych przez Związek Polski Piłki Nożnej. W pierwszej edycji w 1913 roku zajęła 3., ostatnie miejsce, w kolejnej edycji rok później rozgrywek z powodu wybuchu I wojny światowej nie dokończono. Po wybuchu wojny w 1914 roku Lwów na niespełna rok został zajęty przez wojska rosyjskie. Dzięki opiece dozorcy Dymitra Bruchala stadion Pogoni przetrwał ten okres bez szwanku. Podczas wojny, pomimo wyjazdu wielu Lwowian na fronty i ogólnej dezorganizacji życia, nie zaniechano zupełnie aktywności sportowych. Na stadionie Pogoni nadal organizowano mecze, wykorzystywano nawet jeńców rosyjskich do prac porządkowych na obiekcie. W 1916 roku doprowadzono także na boisko wodociąg. Dużym zainteresowaniem cieszyły się w tym okresie spotkania drużyny „Wojskowej” (złożonej z graczy wojskowych przeważnie obcej narodowości, którzy służyli tymczasowo we Lwowie w armii Austro-Węgierskiej) i „Cywilnej” (złożonej głównie z uczniów szkół średnich). 20 sierpnia 1916 roku zorganizowano nawet spotkanie anonsowane jako mecz międzypaństwowy Austria – Węgry. Dodatkową atrakcją podczas meczu miał być bufet zaopatrzony w kuchnie polowe. Impreza ściągnęła na obiekt Pogoni nadzwyczajną ilość widzów. Zespoły Austrii i Węgier utworzono z żołnierzy oraz innych przedstawicieli obu tych narodowości przebywających akurat we Lwowie, uzupełniając braki w składach innymi zawodnikami. Do przerwy mająca znaczną przewagę Austria prowadziła 1:0, a zawodnicy Węgier zażądali w szatni by mecz ten ogłosić zwykłymi zawodami na dochód kuchni wojennej. Ostatecznie spotkanie zakończyło się wynikiem 7:0 dla Austrii. Mecz rzecz jasna nie został nigdy uznany za oficjalne spotkanie międzypaństwowe, choć pisała o nim wiedeńska prasa. Węgierski Związek Piłki Nożnej wysłał do Pogoni list, w którym groził sankcjami w przypadku ponownej nieautoryzowanej próby zorganizowania we Lwowie meczu Austria – Węgry.
I wojna światowa nie odcisnęła piętna na stadionie Pogoni, za to obrona Lwowa podczas konfliktu polsko-ukraińskiego w latach 1918–1919 już tak. Po zakończeniu walk obiekt zastano poryty armatnimi pociskami, a dach trybuny, parkan oraz ławki były powalone i podziurawione kulami. Stadion szybko doprowadzono jednak do porządku i już 18 maja 1919 roku zorganizowano na nim pierwszy mecz piłkarski, Pogoń Lwów przeciwko drużynie 5 pp. Legionów Polskich (9:3). Od kwietnia 1920 roku trwały przygotowania polskich sportowców do udziału w VII Letnich Igrzyskach Olimpijskich mających się odbyć w Antwerpii. We Lwowie zorganizowano obóz przygotowawczy dla lekkoatletów. Zasługą lwowskiego Magistratu wydłużono stadion, dzięki czemu bieżnia lekkoatletyczna mogła uzyskać standardową długość 400 m. Pomocy przy tworzeniu bieżni udzielił również Polski Komitet Igrzysk Olimpijskich (późniejszy PKOl). Planowano także rozbudowanie trybuny głównej. Trwająca wojna polsko-bolszewicka sprawiła jednak, że prac tych nie dokończono (zostały one przełożone na kolejny rok); ponadto niedługo przed igrzyskami Polski Komitet Igrzysk Olimpijskich zdecydował się odwołać wyjazd Polskich sportowców do Belgii. Na stadionie Pogoni Lwów zorganizowano za to w dniach 16–18 lipca pierwsze w historii lekkoatletyczne Mistrzostwa Polski, w których udział wzięli lekkoatleci trenujący na olimpijskim obozie. Najwięcej tytułów na tych zawodach zdobyli sportowcy reprezentujący lwowską Pogoń.
Po ukształtowaniu się granic II RP nastąpił okres pokoju, dzięki czemu życie sportowe nie było targane już konfliktami zbrojnymi. W dniach 13–15 sierpnia 1921 roku na stadionie Pogoni po raz drugi i ostatni zarazem odbyły się lekkoatletyczne Mistrzostwa Polski. Ponownie zawodnicy Pogoni byli górą w największej liczbie konkurencji. Ostatniego dnia zawodów nie dokończono rywalizacji w skoku o tyczce, gdyż nie zdążono jej ukończyć przed rozpoczęciem zaplanowanego na ten dzień towarzyskiego meczu piłkarskiego Pogoni Lwów z Makkabi Kraków (zakończonego rezultatem 1:4). W tym samym roku piłkarze Pogoni wygrali rywalizację na szczeblu okręgowym z Czarnymi Lwów i awansowali do pierwszych (dokończonych) ogólnokrajowych mistrzostw piłkarskich, gdzie zajęli czwarte miejsce wśród pięciu drużyn. W kolejnym sezonie (1922) Pogoń Lwów zdobyła tytuł Mistrza Polski. Po łatwym przebrnięciu przez eliminacje regionalne Pogoń wygrała rywalizację w grupie południowej szczebla centralnego, awansując do finałowego dwumeczu rozgrywek, gdzie zmierzyła się ze zwycięzcą gier w grupie północnej, Wartą Poznań. Po remisie 1:1 w Poznaniu decydujący mecz miał odbyć się na stadionie Pogoni we Lwowie. 22 października 1922 roku Pogoń pokonała w nim po emocjonującym spotkaniu Wartę 4:3 i została po raz pierwszy w historii mistrzem kraju.
Po zdobyciu Mistrzostwa Polski zarząd klubu rozważał budowę nowego stadionu dla Pogoni wraz z torem kolarskim na tzw. „Francówce”, u wylotu górnej części ul. 29 Listopada. Z powodu braku poważniejszego wsparcia finansowego Zarządu Miasta zamiarów tych ostatecznie jednak nie zrealizowano, mimo opracowania planów i zaangażowania się w sprawę Heleny Dąbczańskiej, która gotowa była przeznaczyć na ten cel 70 000 zł. W kolejnej edycji (1923) piłkarskich Mistrzostw Polski Pogoń znów bez większych problemów przebrnęła przez rozgrywki okręgowe (notując m.in. takie wyniki jak 21:1 na wyjeździe z Rewerą Stanisławów). W rozgrywkach na szczeblu centralnym (rozgrywanych w podobnej formule jak w roku ubiegłym, z tą różnicą, że podział tym razem następował na grupę wschodnią – z udziałem Pogoni – i zachodnią) Lwowianie ponownie wygrali swoją grupę i awansowali do finałowego dwumeczu, w którym zmierzyli się z Wisłą Kraków. Po 3:0 u siebie i 1:2 na wyjeździe o mistrzostwie musiał zdecydować dodatkowy mecz, rozegrany na neutralnym gruncie w Warszawie, w którym Pogoń wygrała po dogrywce 2:1 i po raz drugi z rzędu sięgnęła po tytuł mistrzowski. Tymczasem 23 czerwca 1923 roku, naprzeciwko stadionu Pogoni (po drugiej stronie ul. Stryjskiej) otwarty został stadion Czarnych Lwów. W 1924 roku, ze względu na udział reprezentacji Polski na VIII Letnich Igrzyskach Olimpijskich w Paryżu PZPN zrezygnował z wyłaniania mistrza Polski na ten rok, jednak spotkanie jakie rozegrała Pogoń na wyjeździe z Wisłą Kraków 16 listopada określane było mianem meczu o tytuł nieoficjalnego mistrza kraju. W spotkaniu tym lepsza okazała się Pogoń, wygrywając 3:2. W dniach 12 i 13 lipca 1924 roku Pogoń rozgrywała u siebie spotkania towarzyskie ze zdobywcą tytułu mistrza Austrii, drużyną Wiener Amateur-SV (przegrane odpowiednio 0:1 i 0:2). Przy okazji drugiego spotkania poświęcono nową, zadaszoną trybunę główną mogącą pomieścić do 2000 widzów. Całkowitą pojemność stadionu szacowano wówczas na ok. 10 000 miejsc. Tego samego roku Pogoń wygrywa rozgrywki okręgowe będące eliminacjami do Mistrzostw Polski w roku 1925. Mistrzostwa te ponownie zakończyły się triumfem Pogoni, która zdobyła tym samym trzeci tytuł mistrza kraju z rzędu. W nagrodę przechodni puchar wręczany co roku zwycięskiej drużynie stał się własnością klubu. Również w 1926 roku Pogoń najpierw wygrywa rozgrywki okręgowe, a następnie triumfuje w Mistrzostwach Polski, zdobywając już czwarty tytuł z rzędu.
W 1927 roku doszło do rozłamu i powołania Ligi Polskiej poza strukturami PZPN-u, skupiającej niemal wszystkie najsilniejsze kluby w kraju. Wśród 14 klubów założycieli, które weszły w skład Ligi w premierowym sezonie 1927 była także Pogoń Lwów. Sezon ten nie ułożył się jednak najlepiej dla Pogoni. Drużyna zajęła ostatecznie czwarte miejsce w tabeli. Dodatkowo na trzy kolejki przed końcem zespół został ukarany zawieszeniem, w związku z czym trzy ostatnie spotkania Pogoni nie zostały rozegrane i zweryfikowano je na walkowery dla drużyn przeciwnych. Do zawieszenia doszło z powodu rozegrania przez Pogoń 16 października w Krakowie spotkania towarzyskiego z Cracovią (2:2), która zdecydowała się pozostać w strukturach PZPN-u i nie uczestniczyła w Lidze. Spotkanie to odbyło się dokładnie o tej samej porze, kiedy swój mecz ligowy rozgrywała w Krakowie Jutrzenka. Zostało to potraktowane jako niesubordynacja oraz tworzenie konkurencji zespołowi ligowemu i poza zawieszeniem nakazano Pogoni wypłacić również odszkodowanie Jutrzence w wysokości 1000 zł. W kolejnym sezonie Ligi (ostatecznie uznanej przez PZPN) Pogoń uplasowała się na 6. lokacie. W roku 1929 Pogoń musiała bronić się przed spadkiem. Ostatecznie klub zajął 9. miejsce w tabeli. W roku 1930 piłkarze Pogoni spisywali się już nieco lepiej, kończąc sezon w środku tabeli (7. lokata). W sezonie 1931 Pogoń powróciła do czołówki, zajmując tym razem czwarte miejsce w lidze. W sezonie 1932 Pogoń do ostatniej kolejki walczyła o tytuł mistrzowski, przegrywając go ostatecznie z Cracovią o jeden punkt. Wydatnie w zdobyciu tytułu pomogła Cracovii tzw. afera Żurkowskiego. Zawodnik ten przechodząc do drużyny Czarnych Lwów nie uzyskał formalnego zwolnienia, przez co wszystkie mecze Czarnych do 20 maja zostały zweryfikowane na walkower dla przeciwników (w tym mecz z Cracovią, który Czarni wygrali 1:0). Pogoń zajęła więc drugie miejsce, ale została okrzyknięta moralnym zwycięzcą rozgrywek. Na przełomie lat 1932 i 1933 wymieniono murawę na stadionie.

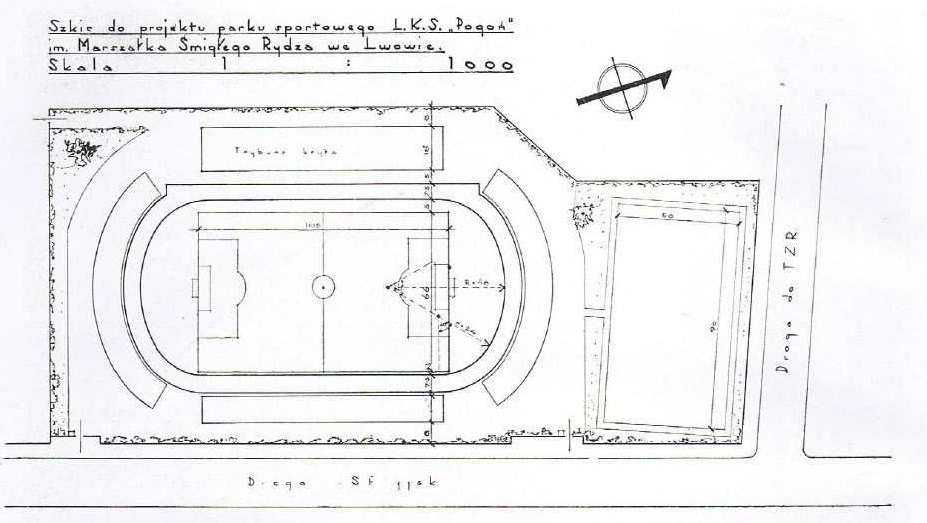
Szkic planowanej w 1938 rozbudowy kompleksu sportowego

W sezonie 1933 po raz drugi z rzędu Pogoń sięgnęła po wicemistrzostwo Polski. Rozgrywki odbywały się w tym roku w zmienionej formie. W pierwszym etapie drużyna została przydzielona do grupy wschodniej, w której zajęła pierwsze miejsce, awansując wraz z Legią Warszawa i ŁKS-em Łódź do grupy mistrzowskiej. W grupie mistrzowskiej Pogoń zajęła drugie miejsce. Rywalizacja o tytuł była bardzo zacięta, a do zwycięzcy rozgrywek (podobnie jak i trzeciej w tabeli Wiśle Kraków), Ruchu Wielkie Hajduki zabrakło Pogoni jednego punktu. Zmienna forma drużyny w kolejnym sezonie była przyczyną zajęcia przez Pogoń dopiero szóstego miejsca w tabeli (rozgrywki prowadzono ponownie zwykłym systemem ligowym). Jednak już w sezonie 1935 po raz kolejny Pogoń walczyła o mistrzostwo. Sezon stał pod znakiem rywalizacji Pogoń Lwów – Ruch Wielkie Hajduki, a losy tytułu ważyły się do ostatniej kolejki. Przegrany 3:5 mecz wyjazdowy ostatniej kolejki z Wartą Poznań przy jednoczesnym remisie Ruchu z Cracovią 1:1 dał Ruchowi jeden punkt przewagi w tabeli. Pogoń tym samym po raz trzeci została wicemistrzem kraju. W roku 1936 zespół spisywał się już słabiej i zajął 6. miejsce w tabeli. Słaby początek sezonu 1937 spowodował, że drużyna przez długi czas zagrożona była nawet spadkiem. Ostatecznie jednak Pogoń obroniła się, zajmując w końcowym rozrachunku – podobnie jak przed rokiem – 6. miejsce. Rok 1938 przyniósł Pogoni 5. lokatę w tabeli. 30 października 1938 roku przeprowadzono przy okazji meczu ostatniej kolejki ligowej przeciwko drużynie Śmigły Wilno (zakończonego wygraną gospodarzy 3:2) uroczystości nadania stadionowi Pogoni nowej nazwy: Park Sportowy im. Marszałka Polski Edwarda Śmigłego-Rydza. Delegacja Pogoni gościła 12 lipca 1938 roku u marszałka Edwarda Śmigłego-Rydza w Generalnym Inspektoracie Sił Zbrojnych w Warszawie, uzyskując wówczas zgodę na nazwanie stadionu klubowego imieniem Marszałka. Opracowano także plany rozbudowy obiektu do pojemności ok. 20 000 widzów. Wiązało się to wszystko z obchodami 35-lecia klubu, których główne uroczystości miały miejsce w maju 1939 roku. Sezonu ligowego w 1939 roku nie ukończono z powodu wybuchu II wojny światowej. Plany przebudowy obiektu nie doszły do skutku. W momencie przerwania rozgrywek Pogoń zajmowała 3. miejsce w tabeli. Ostatni mecz ligowy na obiekcie Pogoni odbył się 2 lipca 1939 roku (Pogoń – AKS 1:1). We wrześniu 1939 roku Lwów został zajęty przez Armię Czerwoną. Pogoń Lwów przestała istnieć. Po II wojnie światowej, w wyniku postanowień konferencji jałtańskiej miasto znalazło się w granicach Związku Radzieckiego. Stadion Pogoni istniał jeszcze do końca lat 40. XX wieku, kiedy przejęło go radzieckie wojsko. Nieopodal obiektu powstały koszary, a teren dawnego stadionu, pokryty asfaltem, służy jako plac defilad.
Do szczególnych pojedynków na stadionie Pogoni należały spotkania z Czarnymi Lwów. Rywalizacja pomiędzy tymi ekipami określana była nawet jako Wielkie Derby Lwowa. Innym ciekawym aspektem obiektu, związanym z wieloma historiami i anegdotami była tzw. „zielona trybuna”, czyli rosnące wokół stadionu kasztanowce na które wspinali się kibice nie chcący płacić za bilety.